# Hout Bay
Hout Bay (afrikaans Houtbaai) ist ein Ortsteil von Kapstadt in der südafrikanischen Provinz Westkap. Zudem hat die Meeresbucht am Atlantik, an welcher der Ort liegt, den gleichen Namen.

## Geographie
2011 lebten dort vermutlich 17.900 Einwohner.
Der Name des Ortes geht zurück auf den Niederländer Jan van Riebeeck, der 1652 im Auftrag der Vereinigten Ostindischen Compagnie am Kap eine Siedlung gründete, die den Seefahrern als Zwischenstation auf ihrem Weg von Europa nach Indien diente. Die Siedlung wurde ein Jahr nach seiner Anlandung am 11. Juli 1653 gegründet und zunächst wegen der dort vorgefundenen Waldbestände benannt. Der ursprüngliche Name lautete Hout-Bajken, deutsch: „kleine Holzbucht“, weil die Siedler hier ihren Holzbedarf deckten.
| Tafelberg-Nationalpark, Atlantischer Ozean | Tafelberg-Nationalpark, Llandudno           | Tafelbergmassiv                        |
| Tafelberg-Nationalpark, Atlantischer Ozean | Kompassrose, die auf Nachbargemeinden zeigt | Constantia, Tokai, Retreat, Heathfield |
| Tafelberg-Nationalpark, Atlantischer Ozean | Hout Bay (Bucht), Atlantischer Ozean        | Kap-Halbinsel                          |

## Sehenswürdigkeiten
Seit Ende des 19. Jahrhunderts entwickelte sich Hout Bay aufgrund des hiesigen Fischvorkommens zu einem wichtigen Ort der südafrikanischen Fischerei. In den 1980er Jahren wurde Hout Bay aufgrund seiner Lage als Urlaubs- und Touristenziel entdeckt, weshalb der Anteil von nicht-südafrikanischen Einwohnern relativ hoch ist. Die wachsende Beliebtheit des Ortes führte zu stark steigenden Immobilienpreisen, die Immobilienpreise in Südafrika stagnieren jedoch seit einigen Jahren.
Es gibt zahlreiche Restaurants, kleinere Einkaufszentren und sonntags einen Craft Market (Handwerksmarkt). Die World of Birds ist einer der größten Vogelparks Afrikas, finanziert durch Eintrittsgelder und Spenden. Vom Hafen aus bieten verschiedene Gesellschaften Bootstouren zur Robbeninsel Duiker Island an. Bekannt ist hier auch der Bay Harbour Market, der sich direkt am Hafen befindet.
Eine Kuriosität ist die Tatsache, dass am Ortseingang ein Schild auf die „Republic of Hout Bay“ hinweist; auch ein „Konsulat“ ist vorhanden, das auf Wunsch sogar einen entsprechenden „Reisepass“ ausstellt.
In Hout Bay beginnt der auf der Kap-Halbinsel nach Süden führende, 1922 gebaute Chapman’s Peak Drive, eine der spektakulärsten Küstenstraßen der Welt, die allerdings gelegentlich gesperrt wird, da sich bei Starkregen Erdrutsche ereignen können. Sie ist eine gebührenpflichtige Straße, die durch aufwändige Maßnahmen abgesichert werden muss.

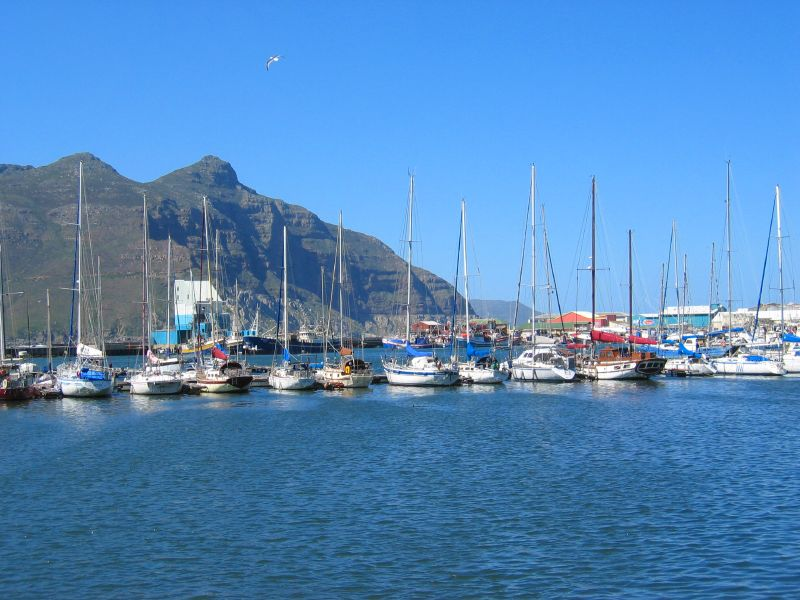
Hafen von Hout Bay
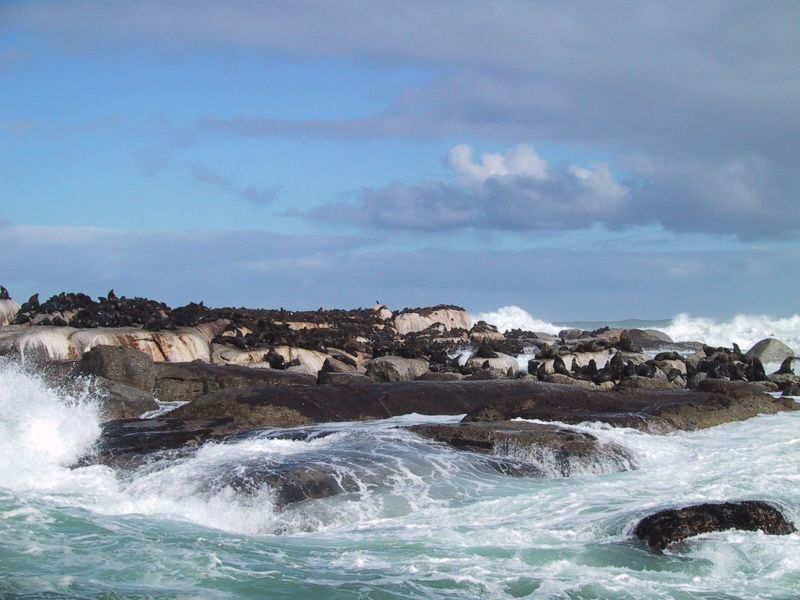
Duiker Island
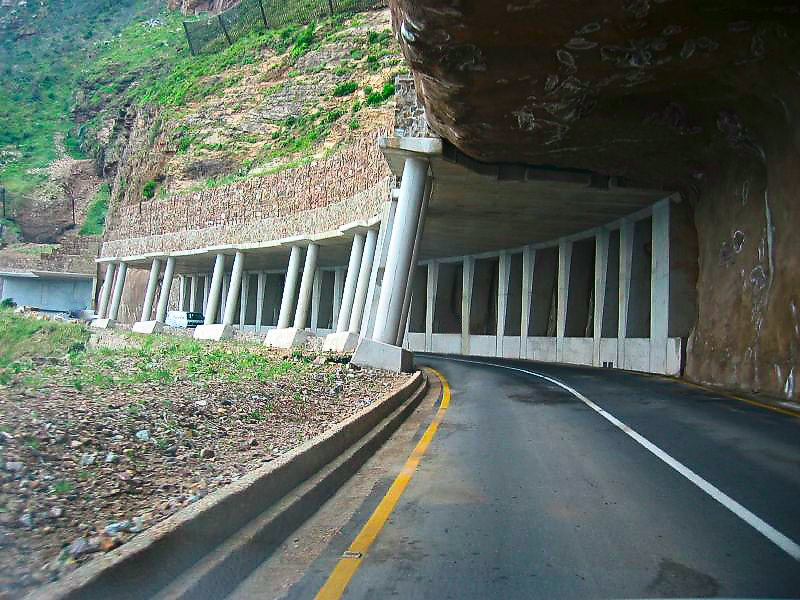
Chapman’s Peak Drive
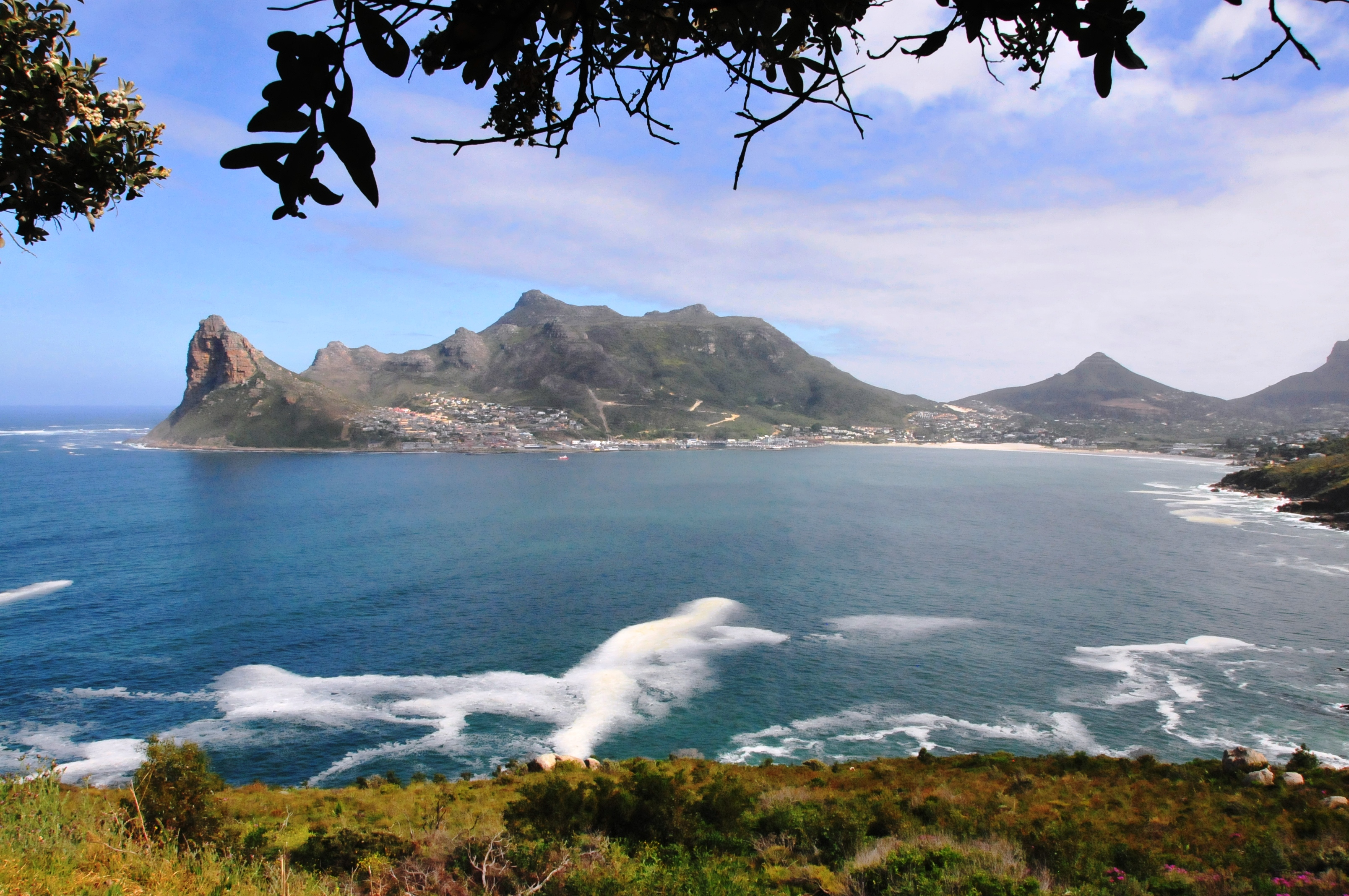
Ansicht der Hout Bay von Süden